# Michael Stone
Michael Stone, född 2 april 1955 i Birmingham i England, är dömd för flera mord och mordförsök, bland annat vid Milltownmassakern och Stormont-attacken. Stone växte upp i Belfast och blev tidigt medlem i Ulster Defence Association, en organisation som han senare blev ledare för.

## Milltownmassakern
Den 16 mars 1988 attackerade han begravningsföljet under begravningen av de tre IRA-medlemmar som dödats i samband med Operation Flavius. Han kastade en granat och sköt med automatvapen mot de sörjande. Attacken är känd som Milltownmassakern. Tre personer dog och 50 skadades (de döda var 20-årige Thomas McErlean, 26-årige John Murray, 30-årige Caoimhín Mac Brádaigh, John Murry och Kevin Brady). Många trodde att huvudmålet var nationalistledarna Martin McGuinness och Gerry Adams; båda kom undan oskadda. Stone greps strax efteråt av polisen då han försökte fly från kyrkogården.
Stone säger att attacken var en hämnd för Provisoriska IRA:s attack i Enniskillen 1987, där man dödade 12 människor. Hans mål var främst Gerry Adams som han ansåg var ledare för Provisoriska IRA. Stone erkände även tre andra mord på katoliker. Han dömdes för sex mord och fick 684 års fängelse där han skulle sitta av minst 30 år innan han kan söka nåd.

## Fängelse för första gången
Under sin fängelsetid blev Stone ledare för Ulster Freedom Fighters. Han lät även Martin Dillon skriva en bok om honom Stone Cold (ISBN 0-09-177410-1). Långfredagsavtalet gjorde att Stone släpptes fri från fängelset 24 juli 2000.

## Stormont-attacken
Den 25 november 2006 försökte Michael Stone döda Sinn Féins ledare Gerry Adams och Martin McGuinness, detta efter att han försökt ta sig in i Stormont under pågående debatt. När man genomsökte Stones bil hittade man spikbomber, en yxa och en strypsnara. Stone fängslades för andra gången. (Ulster Defence Association uteslöt Stone och sade sig inte ta ansvar för hans handlingar.)

## Fängelse för andra gången
8 december 2006 dömdes Stone till 16 års fängelse för mordförsök på Adams och McGuinness. Han dömdes även för olaga vapeninnehav.